# Bolitoglossa oresbia
Bolitoglossa oresbia es una especie de salamandras en la familia Plethodontidae.
Es endémica del departamento de Comayagua (Honduras).
Su hábitat natural son los montanos húmedos tropicales o subtropicales.
Está amenazada de extinción debido a la destrucción de su hábitat.